# 二郎街道
二郎街道，是中华人民共和国重庆市九龙坡区下辖的一个乡镇级行政单位。

## 行政区划
2014年1月，将原石桥铺街道分设为石桥铺街道和二郎街道，主要以成渝高速公路为界。
二郎街道下辖以下地区：
二郎社区、石杨路第三社区、同天苑社区、石杨路第二社区、迎宾路社区、五台山社区、云泽路社区和科城路社区。